# روستام أوريخوف
روستام أوروجوف،(بالإنجليزية: Rustam Orujov)‏، لاعب جودو من أذربيجان، من مواليد 4 أكتوبر 1991 بمدينة إيركوتسك الروسية.
شارك أوروجوف في منافسات وزن 73 كجم للرجال في دورة الألعاب الأولمبية الصيفية 2012. فاز بالميدالية الفضية في منافسات وزن 73 كجم للرجال في دورة الألعاب الأولمبية الصيفية 2016.

## سيرته ذاتية
وُلد روستام أوروجوف في 4 أكتوبر 1991 في مدينة أوست-إليمسك بمنطقة إيركوتسك في روسيا، لأب أذربيجاني وأم روسية. بدأ ممارسة الجودو في سنه السابعة. عاش في منطقة إيركوتسك حتى بلغ السادسة عشرة. شارك في مختلف المسابقات الشبابية. بعد انتقاله إلى باكو، بدأ التدريب في نادي "أتيلا" الشهير للفنون القتالية.
على المستوى الشبابي، فاز ببطولة يوراسيا، ولكن على المستوى الأولمبي لم يتمكن من الفوز ببطولة القارة. لاحقًا، انتقل أوروجوف إلى المستوى الكبير، حيث بدأ في البداية المنافسة في وزن 66 كجم. جاءت أولى نجاحاته على المستوى الكبير بعد أن بدأ روستام أوروجوف المنافسة في فئة 73 كجم.
في مايو 2013، تمكن أوروجوف من الفوز ببطولة "الجائزة الكبرى" التي أُقيمت في باكو. وفي عام 2014، في إحدى بطولات غراند بري في سامسون، فاز أوروجوف بالميدالية الفضية.
في عام 2015، فاز أوروجوف بالميدالية الذهبية في بطولة غراند بري في جورجيا. في عام 2016، أصبح بطلًا لأوروبا. مثل أذربيجان في دورة أذربيجان في الألعاب الأولمبية الصيفية 2016 في ريو دي جانيرو، حيث فاز بالميدالية الفضية في الجودو في فئة وزن 73 كجم. في 1 سبتمبر، بموجب مرسوم من رئيس أذربيجان، تم منحه وسام "من أجل خدمة الوطن من الدرجة الثالثة".
في مايو 2023، انضم أوروجوف إلى لجنة الرياضيين في الاتحاد الأوروبي للجودو (EJU). في 8 أغسطس 2023، أعلن روستام أوروجوف عن اعتزاله مهنة الجودو.

## روابط خارجية
- روستام أوريخوف على موقع الفيدرالية الدولية للجودو (الإنجليزية)
- روستام أوريخوف على موقع JudoInside.com (الإنجليزية)
- روستام أوريخوف على موقع AllJudo.net (الفرنسية)
- روستام أوريخوف على موقع اللجنة الأولمبية الدولية (الإنجليزية)
- روستام أوريخوف على موقع أوليمبيديا (الإنجليزية)